# Navalvillar de Pela (kommunhuvudort)
Navalvillar de Pela är en kommunhuvudort i Spanien.   Den ligger i provinsen Provincia de Badajoz och regionen Extremadura, i den centrala delen av landet, 210 km sydväst om huvudstaden Madrid. Navalvillar de Pela ligger 336 meter över havet och antalet invånare är 4 697.
Terrängen runt Navalvillar de Pela är platt åt nordost, men åt sydväst är den kuperad. Terrängen runt Navalvillar de Pela sluttar norrut. Runt Navalvillar de Pela är det glesbefolkat, med 18 invånare per kvadratkilometer. Navalvillar de Pela är det största samhället i trakten. 